# Decalogo di Assago
     Repubblica Federale del Nord
     Repubblica Federale dell'Etruria
     Repubblica Federale del Sud
     Regioni a statuto speciale

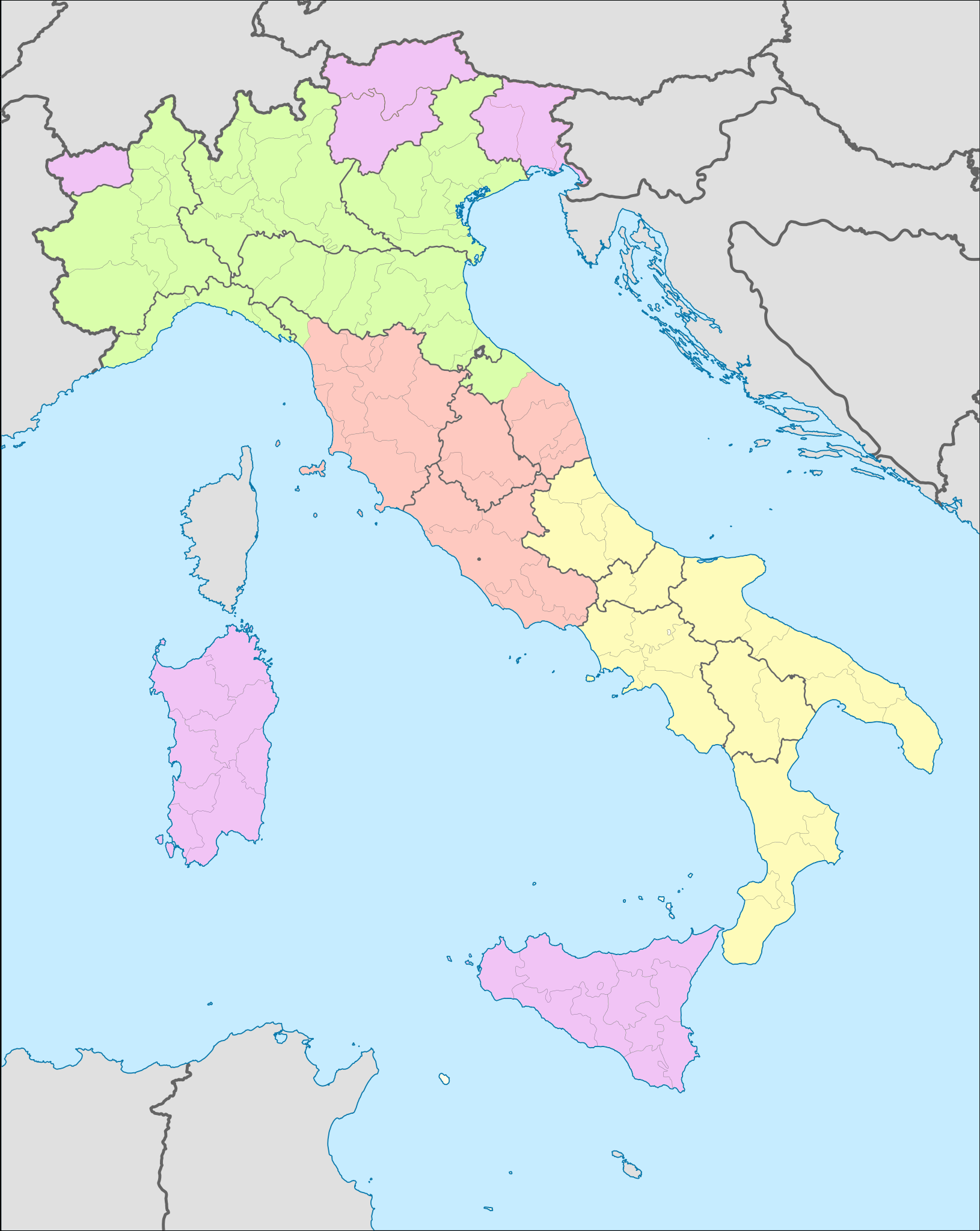
L'assetto dell'Unione Italiana ipotizzato nel Decalogo di Assago
Repubblica Federale del Nord
Repubblica Federale dell'Etruria
Repubblica Federale del Sud
Regioni a statuto speciale

Il decalogo di Assago è un documento politico redatto da Gianfranco Miglio con il contributo dei collaboratori della Fondazione Bruno Salvadori per gli studi sul federalismo, presentato al secondo congresso della Lega Nord il 12 dicembre 1993 (svoltosi appunto ad Assago). Si trattava di un progetto di costituzione provvisoria atto a rifondare la Repubblica italiana su basi federali o addirittura confederali.

## Il testo
Art. 1 – L'Unione Italiana è la libera associazione della Repubblica Federale del Nord, della Repubblica Federale dell'Etruria e della Repubblica Federale del Sud. All'Unione aderiscono le attuali Regioni autonome di Sicilia, Sardegna, Valle d'Aosta, Trentino-Alto Adige e del Friuli-Venezia Giulia.
Art. 2 – Nessun vincolo è posto alla circolazione ed all'attività dei cittadini delle Repubbliche Federali sul territorio dell'Unione. Tale libertà può essere limitata soltanto per motivi di giustizia penale.
Art. 3 – Le Repubbliche Federali sono costituite dalle attuali Regioni, sia a Statuto ordinario che speciale; le Regioni a Statuto ordinario gestiscono le stesse competenze attualmente attribuite alle Regioni a Statuto speciale. Plebisciti definiranno l'area rispettiva delle tre Repubbliche Federali.
Art. 4 – Ogni Repubblica Federale conserva il diritto di stabilire e modificare il proprio ordinamento interno; ma in ogni caso la funzione esecutiva è svolta da un Governo presieduto da un Governatore eletto direttamente dai cittadini della Repubblica stessa.
Art. 5 – La Dieta provvisoria di ogni Repubblica Federale è composta da cento membri, tratti a sorte fra i consiglieri regionali eletti nell'ambito della Repubblica medesima. Secondo la Costituzione definitiva la Dieta sarà eletta direttamente dai cittadini. Le Diete riunite formano l'Assemblea Politica dell'Unione. La funzione legislativa spetta esclusivamente ad un altro Collegio rappresentativo, formato da 200 membri, eletti da tutti i cittadini dell'Unione e articolato in una pluralità di corpi e competenze speciale.
Art. 6 – Il governo dell'Unione spetta ad un Primo Ministro, eletto direttamente dai cittadini dell'Unione stessa. Egli esercita le sue funzioni coadiuvato e controllato da un Direttorio da lui presieduto e composto dai Governatori delle tre Repubbliche Federali e dal responsabile del Governo di una delle cinque Regioni che per prime hanno sperimentato un'autonomia avanzata, cioè quelle indicate come Regioni a Statuto Speciale, che ruotano in tale funzione. Le decisioni relative al settore economico e finanziario, e altre materie indicate tassativamente dalla Costituzione definitiva, devono essere prese dal Direttorio all'unanimità.
Art. 7 – Il Governo dell'Unione è competente per la politica estera e le relazioni internazionali, per la difesa estrema dell'Unione, per l'ordinamento superiore della Giustizia, per la moneta e il credito, per i programmi economici generali e le azioni di riequilibrio. Tutte le altre materie spettano alle Repubbliche Federali ed alle loro articolazioni. Il Primo Ministro nomina e dimette i Ministri i quali agiscono come suoi diretti collaboratori; la loro collegialità non riveste alcun rilievo istituzionale. Il Primo Ministro può essere deposto dal voto qualificato dell'Assemblea Politica dell'Unione.
Art. 8 – Il sistema fiscale finanzia con tributi municipali le spese dei Municipi medesimi. Il gettito degli altri tributi viene ripartito fra le Repubbliche Federali in funzione del luogo dove la ricchezza è stata prodotta o scambiata, fatte salve la quota necessaria per il finanziamento dell'Unione e la quota destinata a finalità di redistribuzione territoriale della ricchezza.
Art. 9 – Nei bilanci annuali e pluriennali dell'Unione delle Repubbliche Federali deve essere stabilito il limite massimo raggiungibile dalla pressione tributaria e dal ricorso al credito sotto qualsiasi forma. Le spese dell'Unione, delle Repubbliche Federali, delle Regioni e degli Enti territoriali minori e di altri soggetti pubblici, non possono in alcun momento eccedere il 50% del prodotto interno lordo annuale dell'Unione. La Sezione economica della Corte Costituzionale è incaricata di vegliare sul rispetto di questa norma e di prendere provvedimenti anche di carattere sostitutivo.
Art. 10 – Le Istituzioni e le norme previste dalla Costituzione promulgata il 27 dicembre 1947, che non siano incompatibili con la presente Costituzione Federale provvisoria, continuano ad avere vigore, fino all'approvazione, con Referendum Popolare, della Costituzione Federale definitiva.

## Conseguenze politiche
Il progetto venne fatto proprio dalla Lega Nord solo marginalmente: il segretario federale, Umberto Bossi, preferì infatti seguire una politica di contrattazione con lo stato centrale che mirasse al rafforzamento delle autonomie regionali.
Nel 1994 il professore lasciò il partito, non condividendone le scelte politiche. Nonostante ciò, moltissimi militanti e sostenitori leghisti continuarono a provare grande simpatia e ammirazione per il professore e per le sue teorie. Alcuni dirigenti della Lega tennero comunque vivo il dialogo con Miglio, in particolar modo Giancarlo Pagliarini, Francesco Speroni e il presidente della Libera compagnia padana Gilberto Oneto, al quale il professore era particolarmente legato. In particolare Miglio fu in stretti rapporti con l'ex deputato leghista Luigi Negri, col quale fondò il Partito Federalista.